# Stranded in Paris
Stranded in Paris é um filme de comédia mudo produzido nos Estados Unidos e lançado em 1926. É atualmente considerado um filme perdido.